# 炤德王后
炤德王后（？—724年）金氏，又作占勿王后，新羅第33代君主聖德王的夫人，第34代君主孝成王、第35代君主景德王的母亲。
炤德王后是角干金順元之女。716年（唐玄宗开元四年，聖德王十五年）三月，聖德王让成貞王后出宫。720年（开元八年，聖德王十九年）三月, 聖德王納金氏爲王妃。六月，冊王妃爲王后。724年（开元十二年，聖德王二十三年）十二月，炤德王妃卒，炤德为谥号。737年（开元二十五年，聖德王三十六年），聖德王去世，炤德王后的儿子金承庆即位，为孝成王。742年（天宝元年，孝成王六年），孝成王去世，没有儿子，炤德王后的儿子金宪英即位，为景德王。

## 家族
- 父亲：金順元，伊湌、角干
- 丈夫：聖德王
  - 长子：金承慶，724年（开元十二年，聖德王二十三年）立为太子，第34代君主孝成王
  - 次子：金宪英，第35代君主景德王，第36代君主惠恭王之父
  - 女：四炤夫人，嫁金孝芳，第37代君主宣德王之母